# گل مرغ بهشت سفید بزرگ
'مرغ بهشت سفید بزرگ' یا استرلیتزیای سفید (نام علمی: Strelitzia nicolai) نام یک گونه از راسته زنجبیل‌سانان است.
این گیاه چهار تا شش سال طول می‌کشد تا گل دهد. گل آن روی دمگل چند هفته دوام دارد. پرورش این گیاه خیلی ساده است.
مرغ بهشت سفید بزرگ به گرمای متوسط نیاز دارد و تا جایی که ممکن است باید به آن نور داد. آب فراوان نیاز دارد (البته بین دو آبیاری سطح کمپوست باید خشک باشد) که در زمستان باید کم شود. گاهی هم باید برگهای گیاه را مه پاشی کرد.
مرغ بهشت سفید بزرگ، که به‌طور معمول با نام «موز وحشی» شناخته می‌شود، گونه‌ای از گیاهان شبیه به موز است که ساقه‌هایی چوبی و راست‌قامت دارد و ارتفاع آن می‌تواند به حدود ۷ تا ۸ متر برسد. توده‌های این گیاه گسترشی تا حدود ۳٫۵ متر پیدا می‌کنند.
برگ‌های آن که تا حدود ۱٫۸ متر طول دارند، خاکستری-سبز بوده و در بالای ساقه‌ها به شکل بادبزنی آرایش یافته‌اند، شبیه به گونهٔ Ravenala madagascariensis. گل‌آذین این گیاه شامل براکت (برگچهٔ محافظ گل) تیره‌رنگ، کاسبرگ‌های سفید و «زبان» متمایل به آبی-بنفش است. کل گل ممکن است تا ۱۸ سانتی‌متر ارتفاع و ۴۵ سانتی‌متر طول داشته باشد و معمولاً کمی بالاتر از نقطه‌ای که بادبزن برگ‌ها از ساقه بیرون می‌زنند، قرار می‌گیرد. پس از گل‌دهی، کپسول‌های بذر مثلثی‌شکل تشکیل می‌شود.
مرغ بهشت سفید بزرگ از معدود گیاهانی است که وجود بیلی‌روبین—رنگدانه‌ای که معمولاً در جانوران یافت می‌شود—در آن تأیید شده است.

## پراکنش
مرغ بهشت سفید بزرگ یکی از سه گونهٔ بزرگ‌تر در سردهٔ استرلیتزیا است. دو گونهٔ دیگر شامل Strelitzia caudata (درخت‌مانند) و Strelitzia alba هستند. مرغ بهشت سفید بزرگ تنها در جنگل‌های همیشه‌سبز و پوشش‌های انبوه ساحلی شرق آفریقای جنوبی از منطقهٔ گونوبی به‌سمت موزامبیک جنوبی یافت می‌شود. همچنین بومی موزامبیک، بوتسوانا و زیمبابوه به‌شمار می‌رود و در شرق مکزیک (استان وراکروز) نیز به‌صورت طبیعی‌شده گزارش شده است.

## کشت
مرغ بهشت سفید بزرگ هم در فضای باز و هم در محیط داخلی، به‌ویژه در مناطق گرمسیر و بدون یخبندان، به‌خوبی رشد می‌کند. این گیاه تقریباً در تمامی مناطق فلوریدا (در صورت عدم یخبندان)، از ساحل شرقی اقیانوس اطلس تا فلوریدا کیز و به سمت شمال در امتداد خلیج مکزیک به‌خوبی رشد می‌کند. همچنین در سواحل تگزاس و لوئیزیانا نیز موفق عمل می‌کند. در ساحل غربی آمریکا، به‌ویژه نواحی ساحلی کالیفرنیا، بسیار رایج است. این گیاه در منطقهٔ خلیج سان‌فرانسیسکو و مناطق جنوبی‌تر شامل شهرستان‌های مونتری، سان لوئیس اوبیسپو، سانتا باربارا، ونتورا، لس‌آنجلس، اورنج و سن‌دیگو، تا انتهای جنوبی کابو سن لوکاس در باجا کالیفرنیا سور نیز رشد خوبی دارد.
این گیاه خاک‌های غنی، اسیدی، دارای زه‌کشی خوب و دارای رطوبت یکنواخت را در آفتاب کامل تا نیم‌سایه ترجیح می‌دهد. با این حال، در مناطق کم‌بارش نیز به‌خوبی رشد می‌کند، مشروط بر اینکه آن منطقه ساحلی بوده یا در طول سال از مه دریایی برخوردار باشد. در این مناطق، حتی اگر خاک خشک، شنی یا خاک رس سخت با شرایط قلیایی باشد (مانند جنوب کالیفرنیا)، گیاه می‌تواند به‌خوبی سازگار شود و به نمونه‌هایی بزرگ و بالغ تبدیل شود. میزان نور برای رشد و گل‌دهی مطلوب حیاتی است. برخی نمونه‌ها می‌توانند تا بیش از ۶ متر ارتفاع و ۳ متر عرض پیدا کنند.
تکثیر این گیاه معمولاً از طریق تقسیم توده‌ها و بریدن پاجوش‌ها انجام می‌شود و کمتر از طریق بذر صورت می‌گیرد. گیاه برای گل‌دهی به چندین سال رشد نیاز دارد. در شرایط مساعد به‌راحتی خودکاشت می‌شود، ولی به‌دلیل ریشه‌های تهاجمی، بهتر است دور از ساختمان‌ها کاشته شود.

## نگارخانه

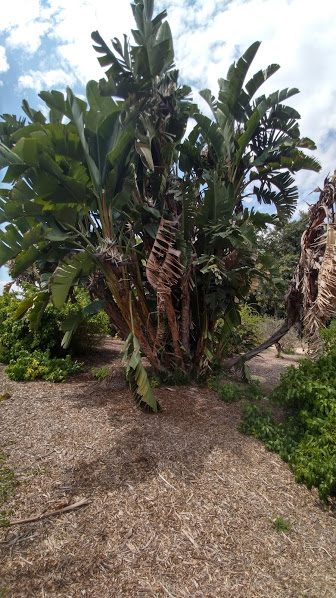
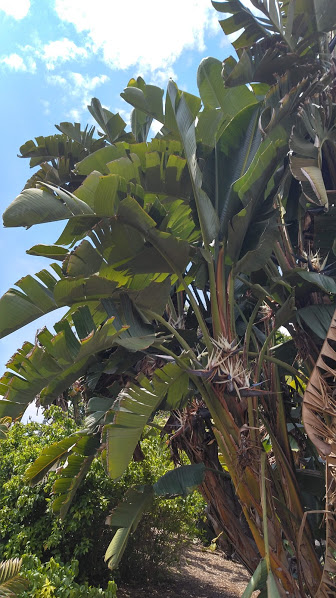
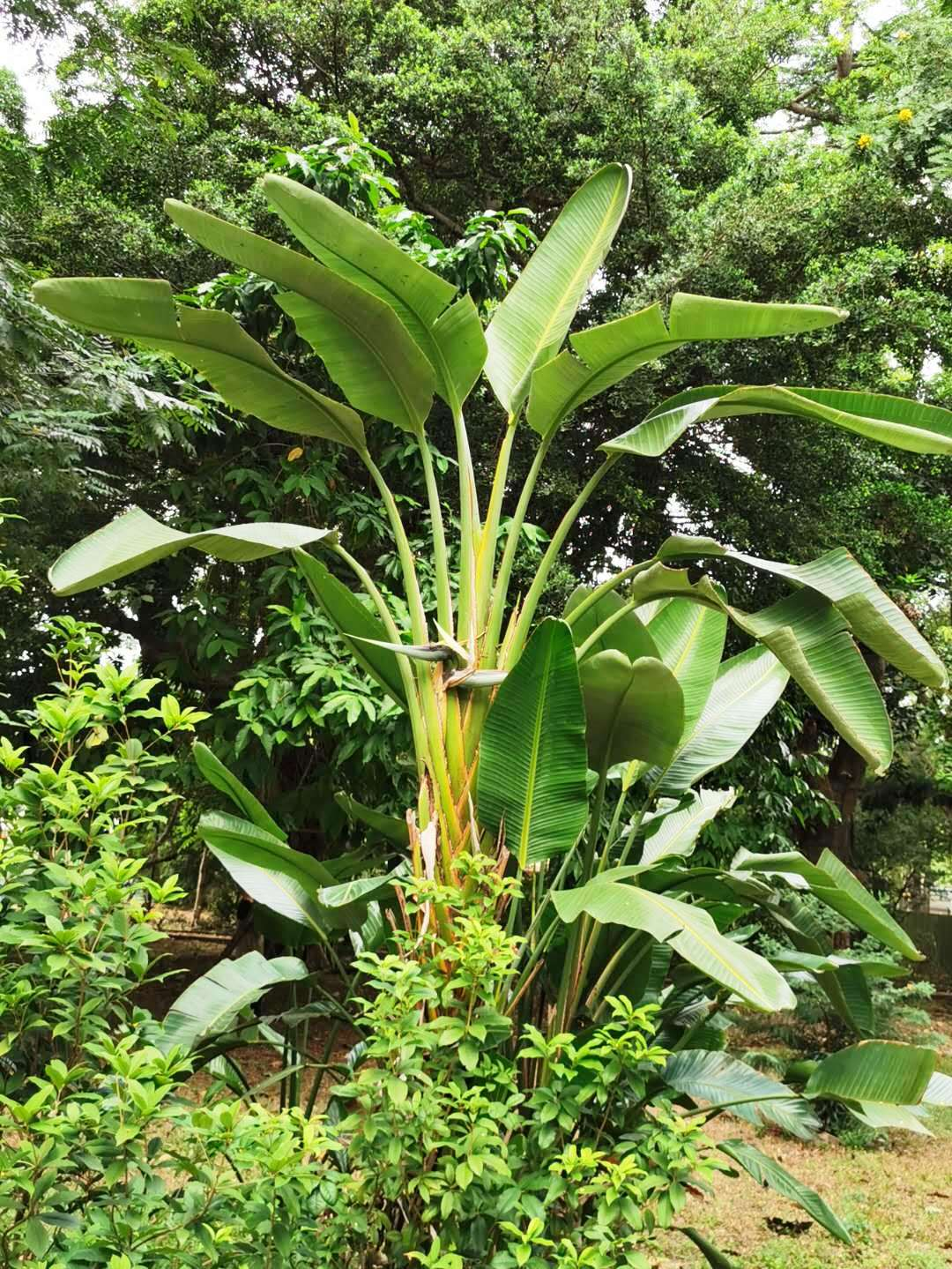
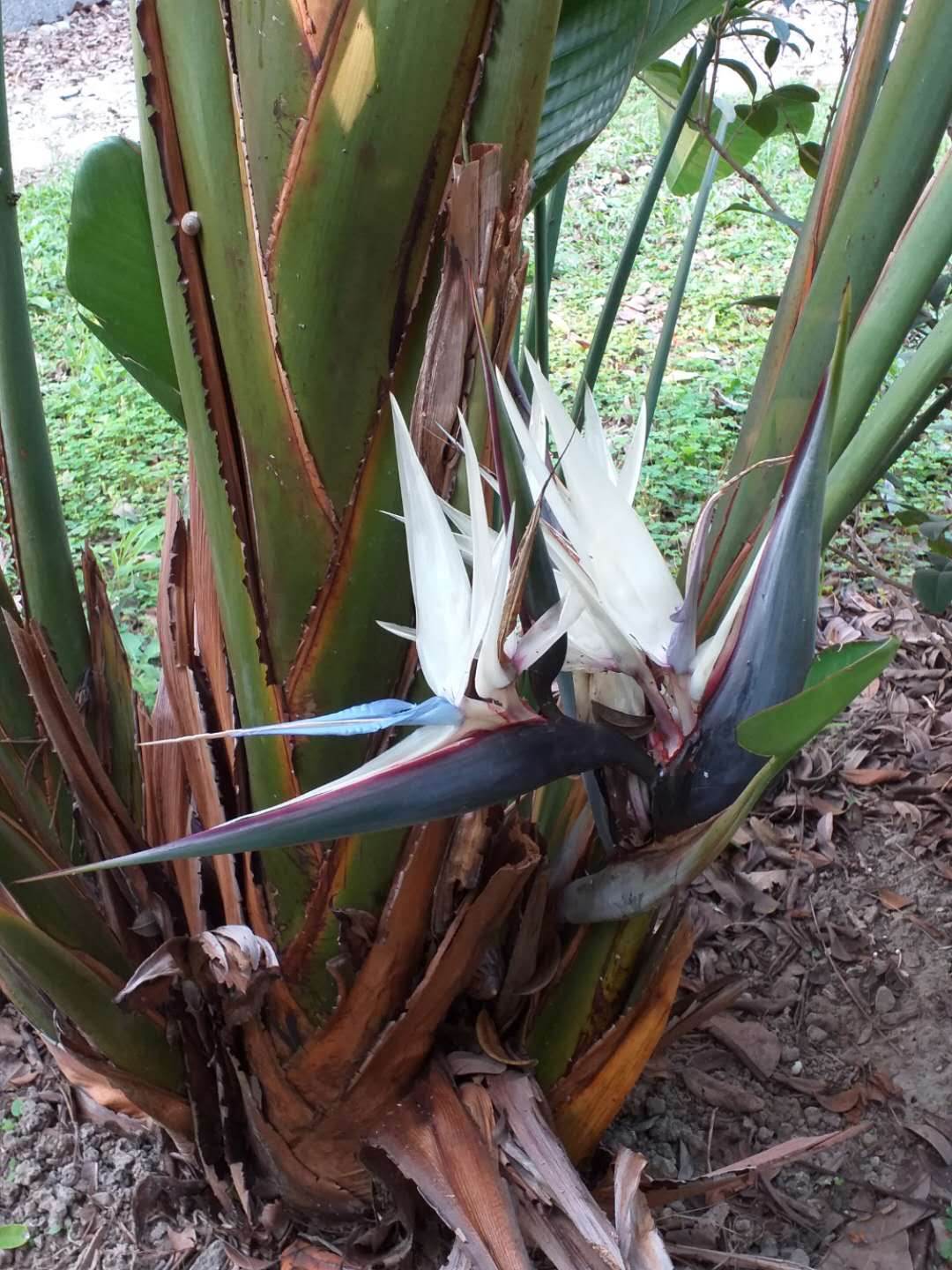
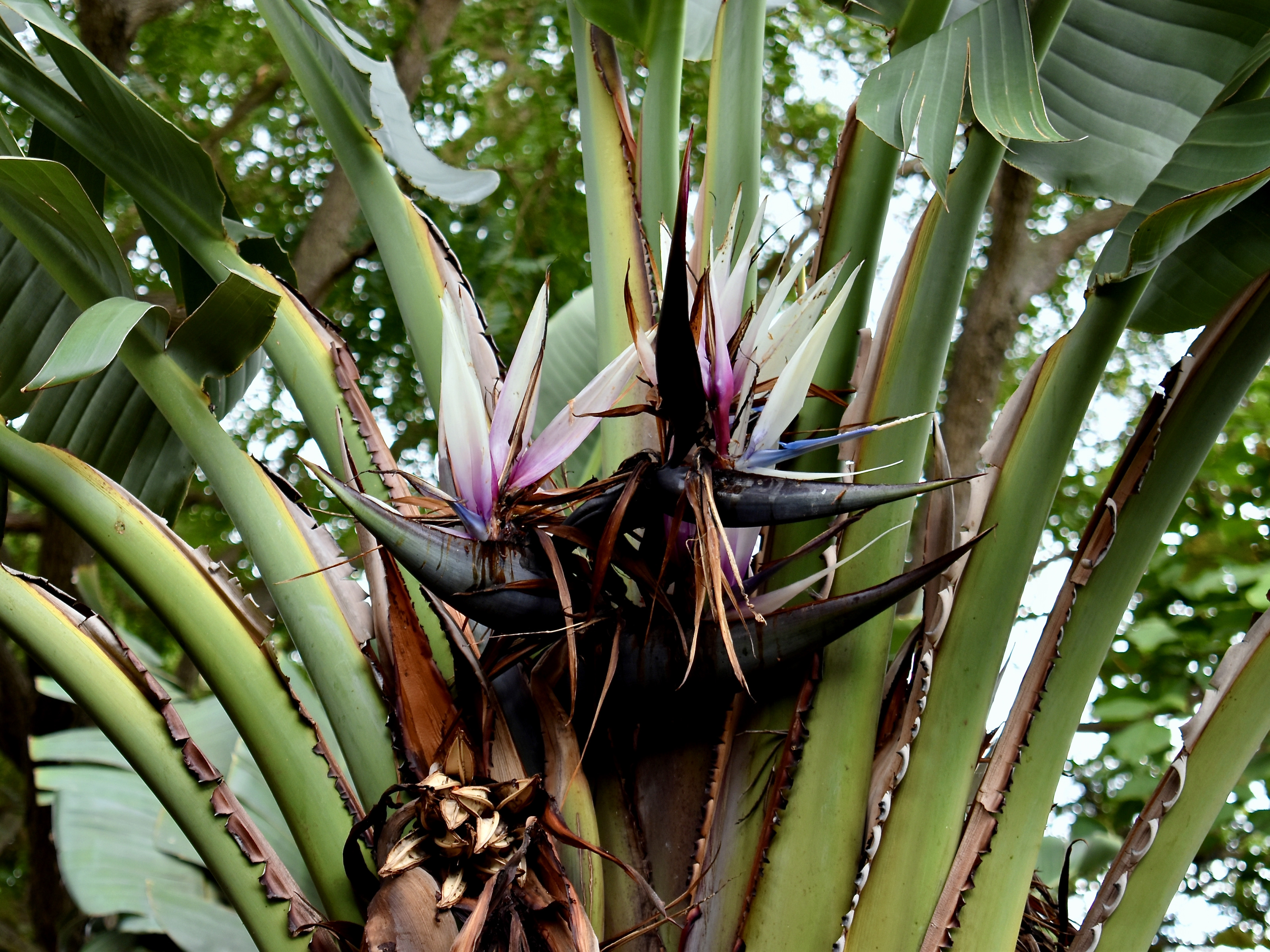
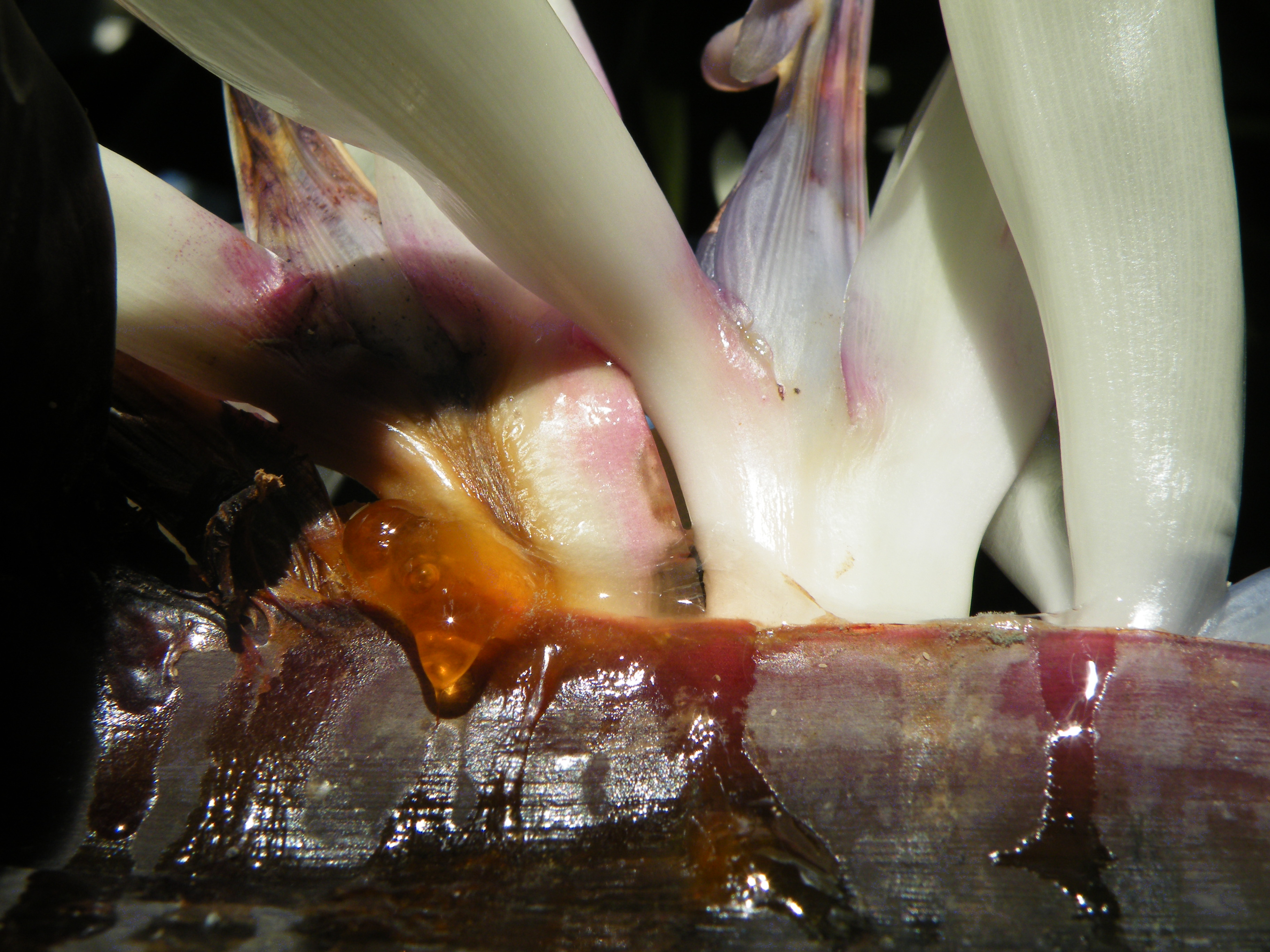
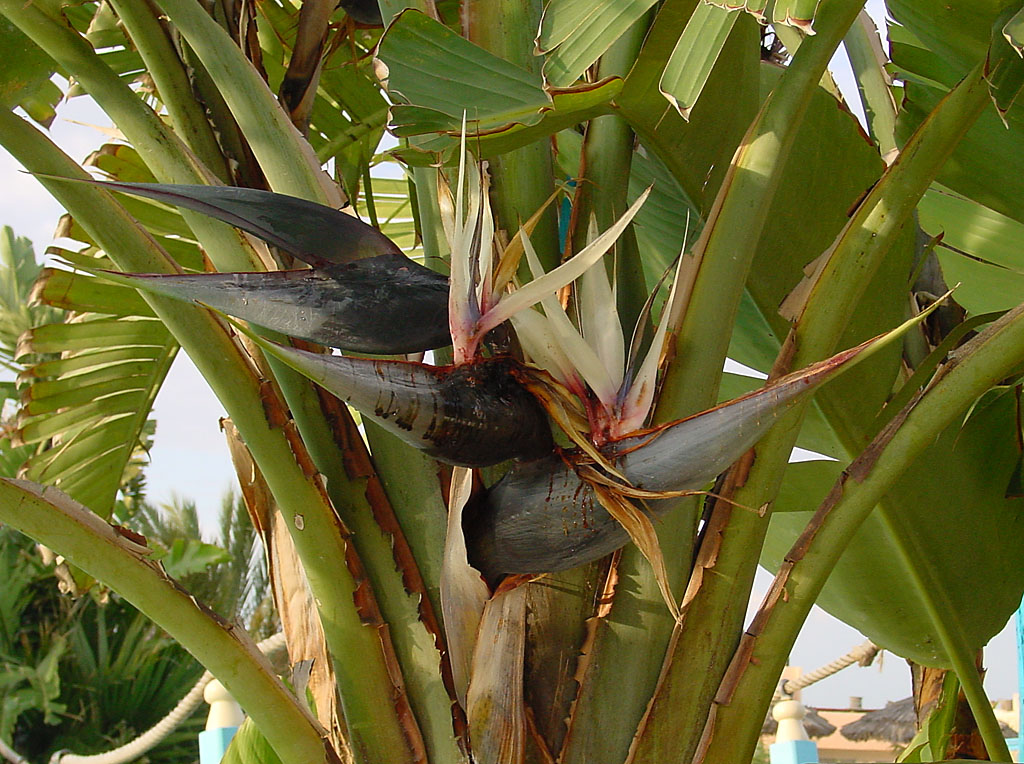
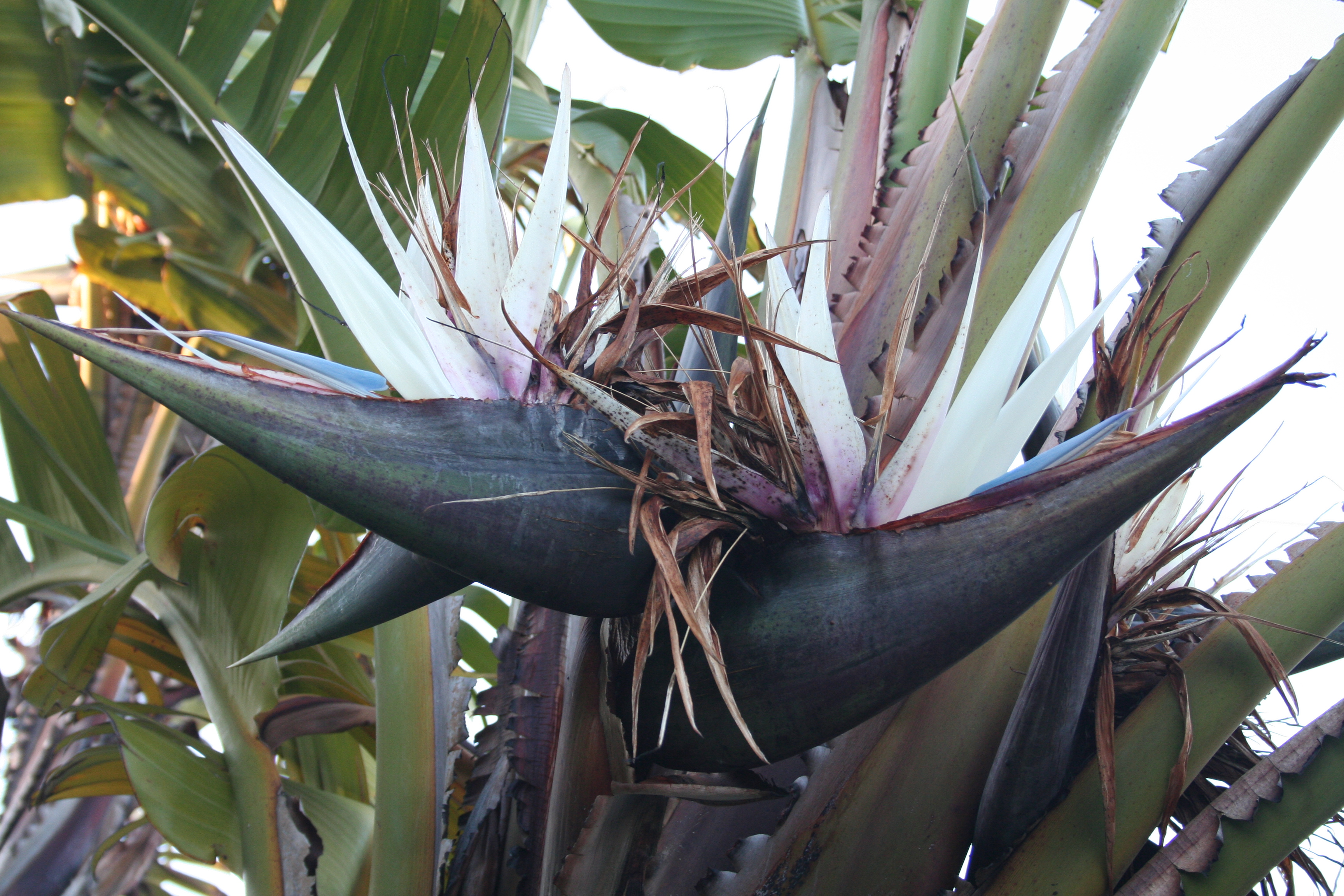
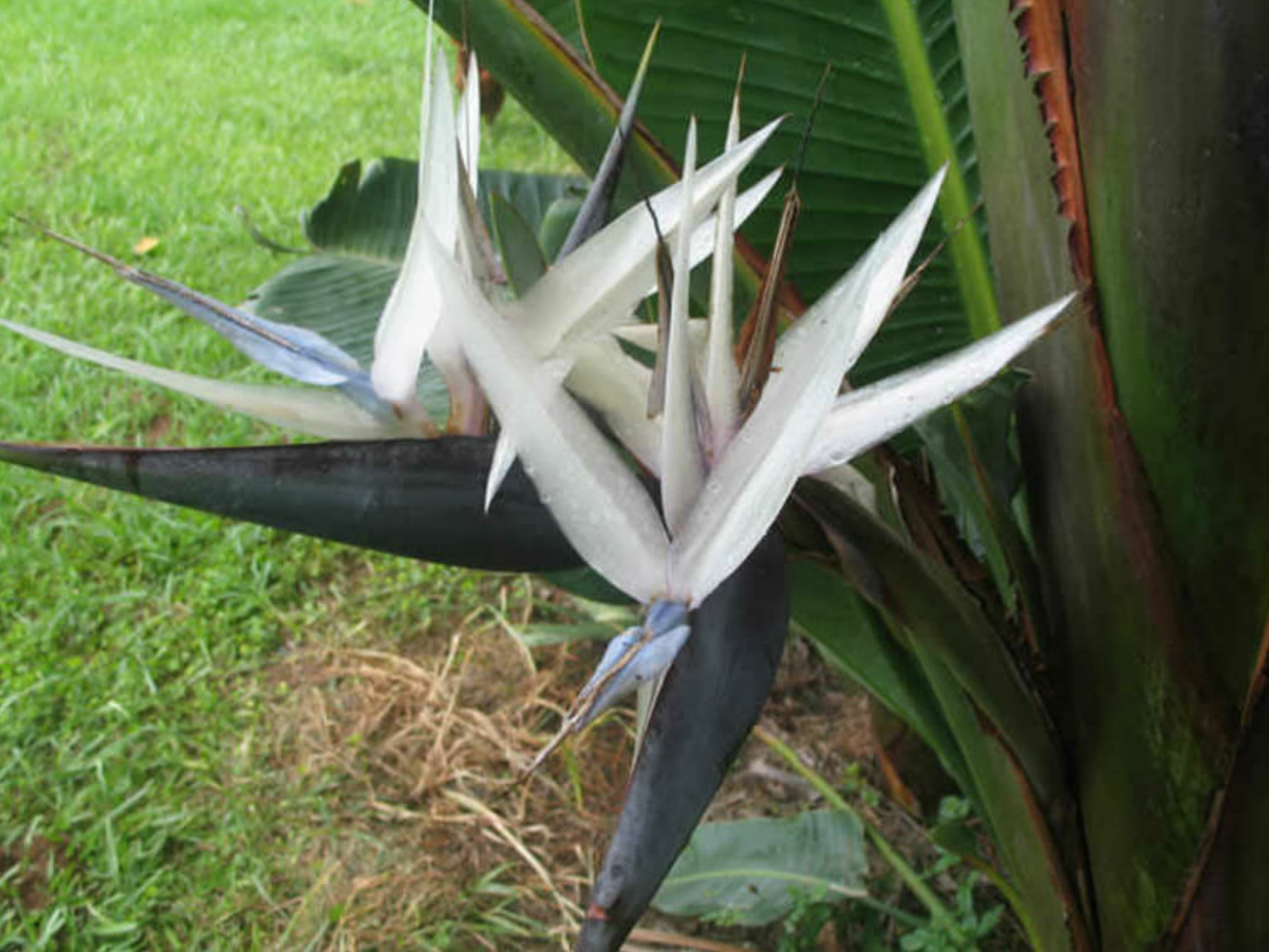